# Symplocos costata
Symplocos costata là một loài thực vật thuộc họ Symplocaceae. Đây là loài đặc hữu của Indonesia. Chúng hiện đang bị đe dọa vì mất môi trường sống.